# Astrid Eberlein
Astrid Eberlein (* 1935 in Magdeburg; † 18. Mai 2010 ebenda) war eine deutsche Pädagogin und Bibliothekarin.

## Leben
Astrid Eberlein studierte Pädagogik in Leipzig, war Musikbibliothekarin in der Stadt- und Bezirksbibliothek Magdeburg und später Leiterin der Musikbibliothek der Stadtbibliothek Magdeburg. Sie war maßgeblich an der Wiedergründung des Richard-Wagner-Verbands Magdeburg am 27. Juni 1990 beteiligt, dessen Vorsitzende sie dann über 20 Jahre hinweg war. Auf ihre Initiative ging eine Vielzahl von Aktivitäten des Verbandes, wie Konzerte, Vorträge, Diskussionsrunden, Theateraufführungen, Ausstellungen und Publikationen, zurück.
2009 durfte sich Eberlein in Anerkennung ihres Wirkens in das Goldene Buch der Stadt Magdeburg eintragen.
Sie starb nach langer schwerer Krankheit im Jahr 2010.

## Werke
- mit Wolf Hobohm: Wie wird man ein Genie? : Richard Wagner und Magdeburg. Ziethen, Oschersleben 2010, ISBN 978-3-86289-004-0.